# Zeicani
Zeicani – wieś w Rumunii, w okręgu Hunedoara, w gminie Sarmizegetusa. W 2011 roku liczyła 142 mieszkańców.